# Pädagogische Freiheit
Pädagogische Freiheit bezeichnet den für die Unterrichts- und Erziehungsarbeit erforderlichen Ermessens- und Entscheidungsspielraum eines voll ausgebildeten Lehrers. Sie ist teilweise schulrechtlich verankert und darf beispielsweise in Hessen weder durch Rechts- und Verwaltungsvorschriften noch Konferenzbeschlüsse unnötig oder unzumutbar eingeengt werden (vgl. z. B. § 86 Hessisches Schulgesetz). In anderen Bundesländern ist das Schulrecht viel enger gefasst. Dort wird in den entsprechenden Schulgesetzen von der pädagogischen Verantwortung gesprochen.
Baden-Württemberg
Das Schulgesetz von Baden-Württemberg legt im § 38, Abs. 6 fest: „Die Lehrkräfte tragen im Rahmen der in Grundgesetz, Verfassung des Landes Baden-Württemberg und § 1 dieses Gesetzes niedergelegten Erziehungsziele und der Bildungspläne sowie der übrigen für sie geltenden Vorschriften und Anordnungen die unmittelbare pädagogische Verantwortung für die Erziehung und Bildung der Schüler.“ Dies begründet kein einklagbares subjektives öffentliches Recht des einzelnen Lehrers gegenüber der Schulaufsicht. „Selbst wenn man davon ausgeht, daß Lehrer – anders als die Mehrzahl der sonstigen Beamten (vgl. § 74 Abs. 1 Satz 2 LBG) – im Hinblick auf ihre pädagogische Verantwortung jedenfalls keinem unbeschränkten Weisungsrecht unterliegen (vgl. dazu BVerwG, Beschluß vom 28. Januar 1994, NVwZ 1994, 583), räumt das Gesetz dem einzelnen Lehrer kein klagbares subjektives öffentliches Recht gegenüber der Schulaufsicht (vgl. §§ 32 ff. SchulG) ein (vgl. OVG Nordrhein-Westfalen, Urteil vom 25. August 1989, ZBR 1992, 25; Heckel-Avenarius, Schulrechtskunde, 6. Aufl., S. 237; a.A. Niehues, Schul- und Prüfungsrecht, 2. Aufl., RdNr. 310). Denn die mit der pädagogischen Verantwortung dem Lehrer eingeräumte pädagogische Freiheit findet ihren Grund und ihre Rechtfertigung in der Erziehungsaufgabe des Lehrers. Sie ist ihm nicht um seiner selbst, sondern um seiner Funktion, seines Amtes willen gewährleistet. Es handelt sich in ihrem Kern nicht um eine personale, sondern um eine auf den Schulzweck, auf die Bildungsinteressen der Schüler bezogene Freiheit (vgl. Heckel-Avenarius, Schulrechtskunde, 6. Aufl., S. 235; Holfelder-Bosse, SchulG, 10. Aufl., S. 352).“